# دوري الدرجة الثانية الأرجنتيني
دوري الدرجة الثانية الأرجنتيني هو ثاني أعلى دوري في كرة القدم الأرجنتينية. في موسم 2017-18، يلعب 25 ناديًا في هذا الدوري للترقية إلى دوري الدرجة الأولى الأرجنتيني.

## التاريخ والتنمية
تأسس الدوري في عام 1986 باعتباره «البنية التحتية» لدوري الدرجة الأولى لتمكين الأندية التي لا تنتمي مباشرة إلى الاتحاد الأرجنتيني لكرة القدم من دخول كرة القدم الاحترافية، وهذا ينطبق على جميع الأندية تقريبًا خارج منطقة العاصمة بوينس آيرس ‏. قبل تقديم الدوري، كان بإمكان فرقهم المشاركة فقط في مسابقة الكأس الوطنية البطولة الوطنية، باستثناء البطولات الإقليمية الخاصة بهم، نظرًا لأن الترقية إلى دوري الدرجة الأولى لم تكن ممكنة في ذلك الوقت إلا من الدرجة الثالثة الآن الأول ب. تم دفع الدوري الجديد بين هذين القسمين من موسم 1986/87، ولا يزال أعلى من البطولة الأرجنتينية أ، الذي تأسس في عام 1995والتي تضم فرق أندية من داخل البلاد.
حتى عام 2007، تم لعب بطولتين في الموسم الواحد: النصف الأول من الموسم (Apertura) والنصف الثاني من الموسم (Clausura). منذ موسم 2007/08، تم التخلي عن هذا النظام لصالح بطولة موحدة. بسبب اندلاع أعمال عنف في إحدى الألعاب الترويجية، تم حظره مؤقتًا أيضًا من موسم 2007/2008 لمشجعي الفريق الزائر لحضور المباريات، لذلك أقيمت المباريات فقط أمام جمهور المنزل. ومع ذلك، تم التخلي عن هذه القاعدة مرة أخرى في عام 2011، على الرغم من أنه لا يزال من الممكن حظر المباريات الفردية لزيارة المشجعين إذا كانت هناك مشكلات أمنية متوقعة.

## الصعود والنزول
حتى عام 2007، كان نظام الترقية بين القسمين الأول والثاني معقدًا - فقد تم أخذ ثلاثة طاولات مختلفة في الاعتبار بسبب البطولة المزدوجة، مع العديد من ألعاب الترويج ونوع من الجولة الفاصلة.
منذ موسم 2007/2008 ببطولة موحدة، يرتقي اللاعبون ذوو المركز الأول والثاني مباشرة، ويلعب الثالث والرابع جولة الصعود والهبوط (الترويج) مقابل القاع الثالث والرابع من جدول الهبوط من الدرجة الأولى. يتم حساب جدول الهبوط في الدرجة الأولى من متوسط النقاط في السنوات الثلاث الماضية. يتم تحديد الفريق الصاعد الثالث في مباراة ذهاب وإياب بين 18 في دوري الدرجة الأولى للهبوط و وطني ب صاحب المركز الثالث، والرابع في مباراة بين 17 في دوري الدرجة الأولى جدول الهبوط و وطني ب صاحب المركز الرابع..
يحدث الهبوط أيضًا عبر جدول هبوط منفصل، حيث يتم تقييم متوسط النقاط للسنوات الثلاث الماضية. هبط آخر اثنين في جدول الهبوط مباشرة إلى بريميرا ب متروبوليتانا (فرق من بوينس آيرس) أو البطولة الأرجنتينية أ (فرق من داخل البلاد)، اعتمادًا على أصلهم الجغرافي. فريقان آخران - صاحب المركز الأدنى التالي من بوينس آيرس ومن الداخل - يلعبان جولة هبوط (بروموسيون) مع الوصيف تورنيو أرجنتينو أ وبريميرا بي ميتروبوليتانا.